# Lũng Hòa
Lũng Hòa là một xã thuộc huyện Vĩnh Tường, tỉnh Vĩnh Phúc, Việt Nam.
Xã có diện tích 7,67 km², dân số năm 1999 là 8.578 người, mật độ dân số đạt 1.118 người/km².